# Periscyphis niger
Periscyphis niger är en kräftdjursart som beskrevs av Schmoelzer 1974. Periscyphis niger ingår i släktet Periscyphis och familjen Eubelidae. Inga underarter finns listade i Catalogue of Life.